# ハコブ・ムリージョ
ハコブ・イスラエル・ムリージョ・モンカーダ（スペイン語: Jacob Israel Murillo Moncada、1993年3月31日 - ）は、エクアドルのサッカー選手。元エクアドル代表。ポジションはFW。

## クラブ歴
2010年にCDオルメドで選手となったが、クラブはセリエAとセリエBを行き来した。2017年にセリエA王者のデルフィンSCに移籍。
2018年にはエストゥディアンテス・デ・ラ・プラタに移籍したが、出場機会は乏しかった。
2019年にLDUキトに移籍。2020年にインデペンディエンテ・デル・バジェに移籍。

## 代表歴
U-20代表として2013 南米ユース選手権に出場した。
2017年7月26日に行われたトリニダード・トバゴ代表戦で代表初出場初得点を記録した。